# تیم ملی والیبال مردان سوئیس
تیم ملی والیبال مردان سوئیس (انگلیسی: Switzerland men's national volleyball team) نماینده کشور سوئیس در ورزش والیبال است که به نمایندگی از آن در مسابقات بین‌المللی شرکت می‌کند.